# Олександр (візантійський імператор)
Олександр (грец. Ἀλέξανδρος; 870, Константинополь — 913, там же)  — імператор Візантії з 912 по 913 рік.
Олександр був молодшим братом візантійського імператора Лева VI та третім сином імператора Василія I Македонянина з Македонської династії. У 879 році брат робить його співімператором. У 912 Лев VI помирає, Олександр залишається співімператором при сині Лева — Костянтині. У той час він відмовляється платити болгарам данину, чим спричиняє війну з Симеоном І, яка тривала 15 років. Ще під час приготування до війни і нападу болгар Олександр помирає у 913 році. Він проте встигає призначити наступника, який заступає його на троні як Костянтин VII Багрянородний.
Олександр повертає із заслання старого патріарха Миколая. На соборі (що проходив в присутності арабського посольства) з Євфимія за наказом Миколая були зірвані патріарший одяг, вирвана борода, вибиті зуби. Всі архієреї, висвячені св. Євфимієм і навіть ті, які просто співслужили з ним, були позбавлені сану, піддані церковному засудженню і вигнанню.